# 戈斯蒂瓦尔市镇

戈斯蒂瓦尔市镇在北马其顿的位置

戈斯蒂瓦尔市镇，是北马其顿的一个市镇，行政中心为戈斯蒂瓦尔。该市镇西邻科索沃、阿尔巴尼亚。总面积513,39平方公里。总人口81,042（2017年），其中阿尔巴尼亚人44,038，马其顿人25,877，土耳其人7,991。该市镇是波洛格统计区的一部分。